# Abax incisus
Abax incisus är en skalbaggsart som beskrevs av Leconte 1848. Abax incisus ingår i släktet Abax och familjen jordlöpare. Inga underarter finns listade i Catalogue of Life.